# Bartare
Bartare war eine nubische Königin um 200 v. Chr.

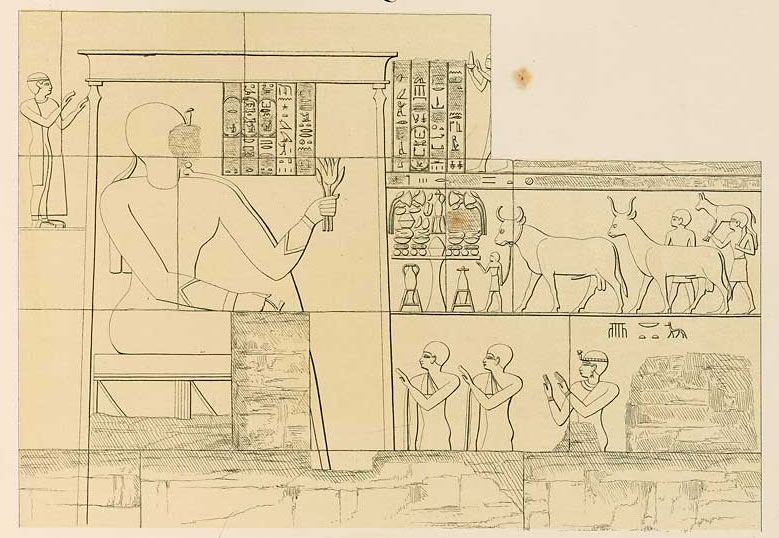
Bartare in ihrer Pyramidenkapelle

Bartare ist nur von ihrer Pyramide Beg S10 in Meroe her bekannt. Vor der Pyramide lag ein kleiner Totentempel und davor wiederum der Eingang zu den zwei unterirdischen Kammern. Beide Kammern waren mit Figuren von Gottheiten ausgemalt, doch war bei der Auffindung der Grabkammer nur noch wenig zu erkennen. Das Grab war schon stark beraubt. Der Name von Bartare fand sich in dem kleinen Tempel vor der Pyramide. Bartare nennt sich wie ein regierender Herrscher Sohn des Re und König von Ober- und Unterägypten. Sie führt auch den Titel Kandake. Dieser Titel war in einer Kartusche geschrieben.
George Andrew Reisner hielt Bartare zunächst für einen König, doch wird sie immer als Frau dargestellt, sodass kein Zweifel bestehen kann, dass es sich um eine Frau handelt. Sie trägt auch keine weiteren königlichen Attribute, sodass sie wohl nie als Herrscher regierte. Königliche Titel sind auch für andere Personen (siehe beispielsweise die Kartusche bei Akinidad) belegt, die sicher keine regierenden Könige waren. Diese Titel hatten in dieser Zeit ihren exklusiven Charakter verloren und zeigten anscheinend nur einen sehr hohen Status am Königshof an.